# Хайдушки кладенец
 Тази статия е за защитената местност във Велинград.  За местността в Копривщица вижте Хайдушки кладенец (Копривщица).  
Хайдушки кладенец е защитена местност в България. Намира се в землището на Велинград.
Защитената местност е с площ 10,2 ha. Обявена е на 8 януари 1981 г. с цел опазване на характерен ландшафт.
В защитената местност се забранява:
- ловуването
- всякакво строителство, освен ако е предвидено в изготвения план на района
- провеждането на минно-геоложки и други дейности, с които се нарушава естествения облик на защитената местност
- в горите да се водят отгледни и санитарни сечи, съгласувани с районната инспекция за опазване на природната среда.[1]